# Bill Inglis
William John Inglis (Ottawa, 11 maggio 1943) è un allenatore di hockey su ghiaccio ed ex hockeista su ghiaccio canadese.

## Carriera

### Giocatore
Inglis giocò a livello giovanile per due stagioni in una formazione affiliata ai Montreal Canadiens nell'Ontario Hockey Association. Esordì fra i professionisti nel 1963 e nelle stagioni successive giocò nei farm team dei Canadiens in Central Hockey League, gli Omaha Knights e gli Houston Apollos.
Nell'estate del 1967 Inglis in occasione dell'NHL Expansion Draft fu selezionato dai Los Angeles Kings, formazione con cui fece il proprio esordio in National Hockey League. Nei tre anni di permanenza a Los Angeles giocò solo 22 partite, venendo prestato per la maggior parte del tempo in American Hockey League presso gli Springfield Kings.
Dopo alcuni anni nella stagione 1970-1971 Inglis fece ritorno in NHL con i Buffalo Sabres, tuttavia non riuscì mai ad emergere e rimase a giocare nelle leghe minori. Nel campionato 1972-1973 guidò i Cincinnati Swords alla conquista della Calder Cup vincendo inoltre il Les Cunningham Award come miglior giocatore dell'anno. La sua carriera da giocatore proseguì sempre in AHL fino al ritiro giunto al termine della stagione 1977-78.

### Allenatore
Poco dopo il ritiro Inglis fu scelto dai Sabres come nuovo allenatore dopo l'esonero di Marcel Pronovost. Dopo un solo anno lasciò la guida della franchigia della NHL per dirigere in AHL i Rochester Americans.
Nel corso degli anni 1980 Inglis allenò nell'International Hockey League i Toledo Goaldiggers, formazione con cui vinse due Turner Cup consecutive nel biennio 1982-83, e i Kalamazoo Wings . Dopo quasi vent'anni Inglis concluse la propria carriera nella Central Hockey League alla guida dei Fort Worth Brahmas.

## Palmarès

### Giocatore

#### Club
- Calder Cup: 1

Cincinnati: 1972-1973

#### Individuale
- Les Cunningham Award: 1

1972-1973
- AHL First All-Star Team: 1

1972-1973

### Allenatore

#### Club
- Turner Cup: 2

Toledo: 1981-1982, 1982-1983